# Orașul Bruxelles
Orașul Bruxelles (în franceză Ville de Bruxelles sau Bruxelles-ville, în neerlandeză Brussel-stad) este numele oficial al comunei situate în centrul Regiunii Capitalei Bruxelles. Este una dintre cele 19 comune componente ale acesteia. Conform constituției Belgiei, orașul Bruxelles este capitala Belgiei.

## Teritoriul comunei
Teritoriul orașului Bruxelles este format din:
- centrul istoric al orașului, delimitat în principiu de vechile fortificații medievale, teritoriu ocupat actualmente de o serie de bulevarde ce formează centura mică a Bruxelles-ului. Forma geometrică a acestei părți este un pentagon neregulat, centrul fiind uneori numit pentagon;
- teritoriile anexate sau care au fuzionat în a doua jumătate a secolului XIX și prima jumătate a secolului XX:
  - la est, în 1853, în urma falimentului administrației comunale Saint-Josse-ten-Noode, orașul Bruxelles cumpără jumătate din teritoriul comunei.
  - la sud, în 1860, 123 hectare din pădurea Soignes sunt anexate pentru a construi parcul bois de la Cambre (Ter Kamerenbos), un parc amenajat în stil englez, destinat promenadei aristocrației orașului. Pentru a realiza legătura dintre parc și oraș este realizat Bulevardul Louize care separă în două comuna Ixelles ;
  - la est, în 1880, un teren de manevre al armatei și teritoriul din jurul acesteia este incorporat în comuna Bruxelles din comuna Etterbeek, pentru a crea parcul Cinquantenaire, cu ocazia comemorării jubileului independenței. Cartierle situate între parc și centrul orașului sunt reorganizate iar actualmente găzduiesc instituțiile Europene;
  - la nord, în 1921, comunele Laeken, Neder-Over-Heembeek și Haren sunt incorporate în comuna Bruxelles.

## Cartierele
- Pentagonul

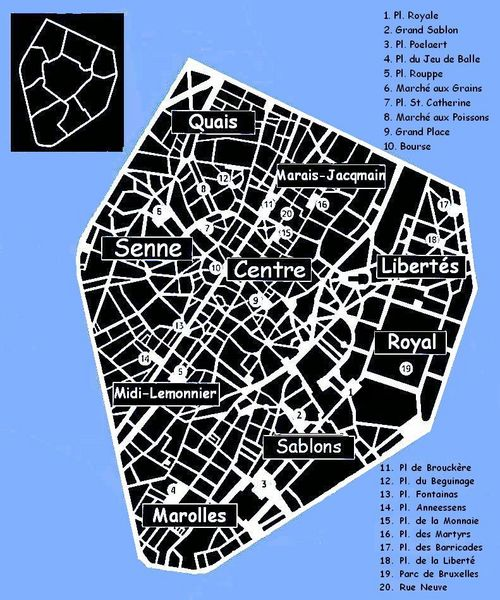
Cartierele pentagonului

  - Centrul istoric: conține nucleul inițial al orașului, actualmente aflat în apropierea pieței Saint-Géry. O parte din fortificațiile medievale inițiale ale orașului mai sunt conservate. Piața Mare din Bruxelles, centrul orașului în perioada medievală, Catedrala Saints-Michel-et-Gudule, Galeriile regale Saint-Hubert și Bursa din Bruxelles se găsesc în zona centrului istoric.
  - Cartierul Regal: conține Piața Regală, construită pe colina Coudenberg în locul palatului ducilor de Brabant, și Palatul Regal din apropierea acesteia, situat în fața Parcului Bruxelles. În partea de jos a colinei se găsește gara Centrală, Biblioteca regală și numeroase muzee.
  - Cartierul Sablons: este situat la sud de cartierul regal și este traversat de bulevardul regenție. Este un cartier șic ce conține numeroși anticari, și Conservatorul Regal.
  - Cartierul Marolles: este situat la sud de cartierul Sablons, și este dominat de clădirea impunătoare a Palatului de Justiție. În acest cartier se găsește și Poarta Hal, singura poartă din fortificația medievală a orașului rămasă intactă.
  - Cartierul Midi-Lemonnier: este situat la sud de centrul orașului vechi, este locul de construcție a primei gări a Bruxelles-ului. La jumătatea secolului XIX cartierul este remodelat prin construcția unor bulevarde haussmanniene.
  - Cartierul Senne: este situat la vest de centrul istoric, pe un teren mlăștinos de-a lungul râului Senne ce traversează orașul, teren ocupat încă din evul mediu de către artizani. La începutul epcii industriale în această zonă s-au dezvoltat primele ateliere industriale, actualmente, cartierul fiind căutat pentru posibilitatea de a amenaja apartamente de tip loft.
  - Cartierul cheiurilor: situat în nord-vestul pentagonului, este cartierul vechiului port al Bruxelles-ului, a fost mult timp plămânul economic al orașului. După construirea noului port al orașului, vechile canale au fost astupate devenind bulevarde ce poartă încă nume ce se referă la vechile activități comerciale.
  - Cartierul Marais-Jacqmain: situat la nord de centrul istoric, a fost puternic reamenajat în prima jumătate a secolului XX pentru a face loc a numeroase zone comerciale și administrative.
  - Cartierul Libertés: situat în nord-estul pentagonului, în spatele parlamentului federal, este un vechi cartier muncitoresc, care a fost reorganizat la sfârșitul secolului XIX devenind un cartier bughez.
- Alte cartiere
  - Cartierele din Sud
  - Cartierele din Est
    - Cartierul European
    - Cartierul piețelor
    - Cartierul parcului Cinquantenaire

  - Cartierele din nord
    - Laeken
    - Haren
    - Neder-Over-Heembeek

## Primarul Orașului Bruxelles
Ca în toate celelalte comune belgiene, Orașul Bruxelles este condus de către un primar, care nu trebuie confundat nici cu Ministrul Președinte al Regiunii Capitalei Bruxelles și nici cu Guvernatorul Capitalei Bruxelles.

## Galerie

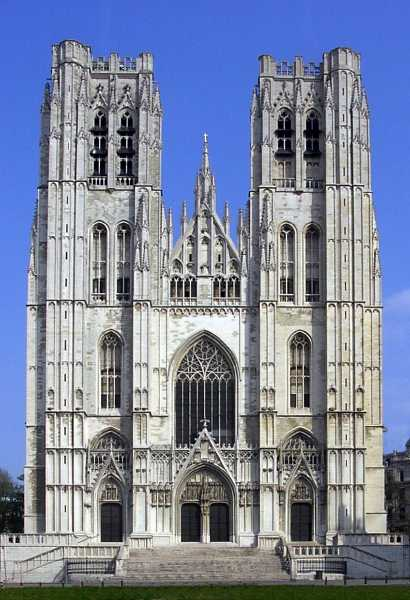
Catedrala Saints-Michel-et-Gudule
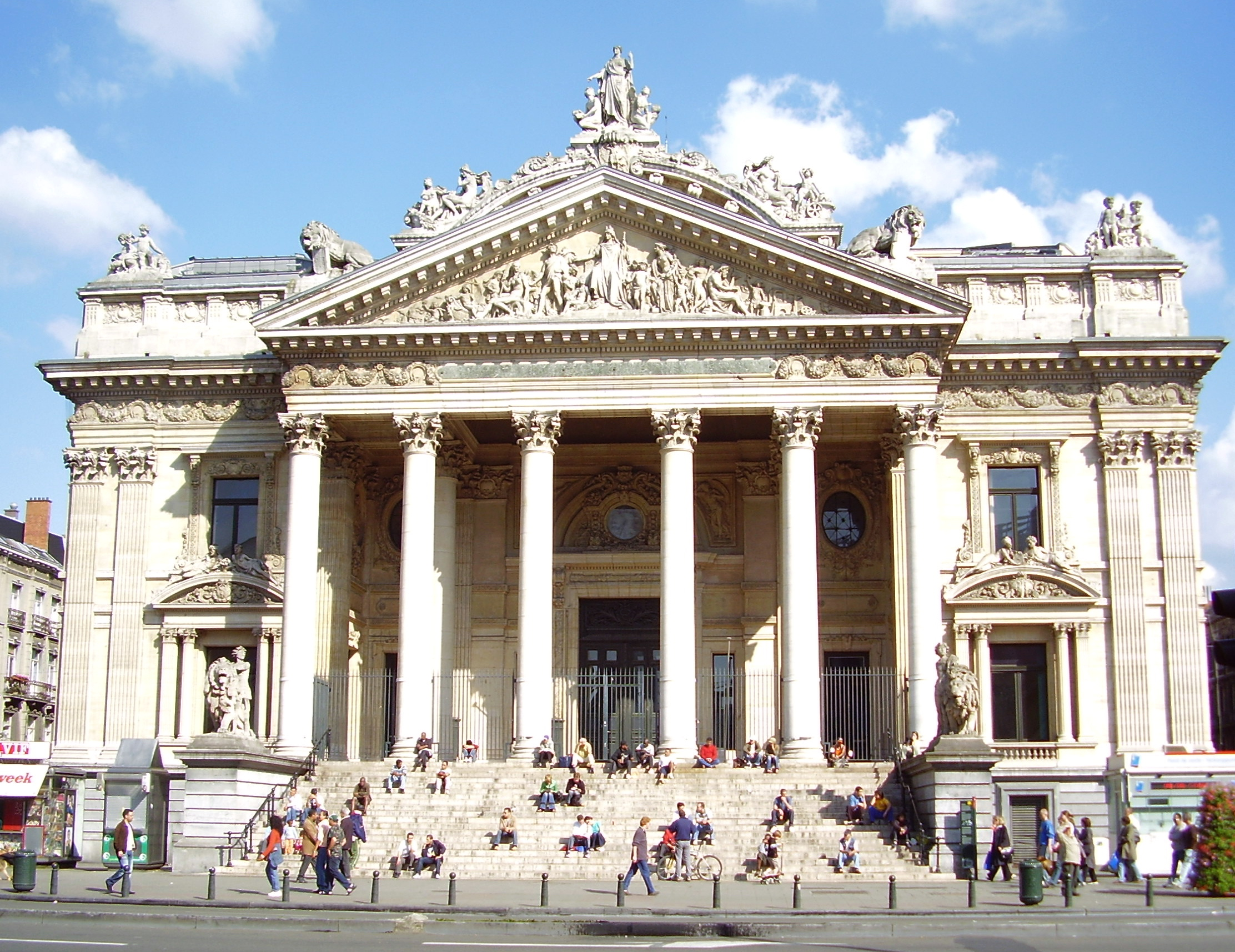
Bursa din Bruxelles
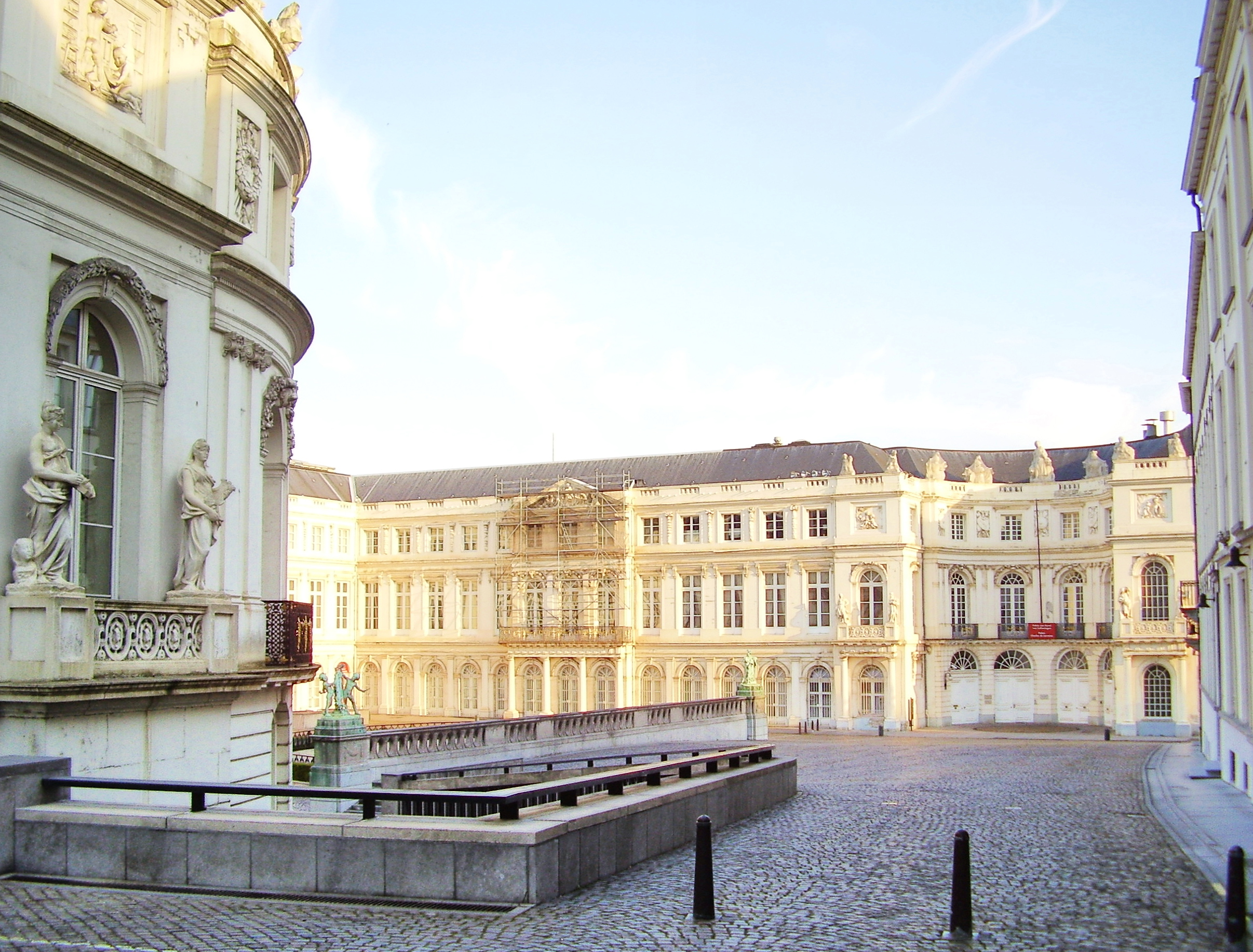
Place du Musée
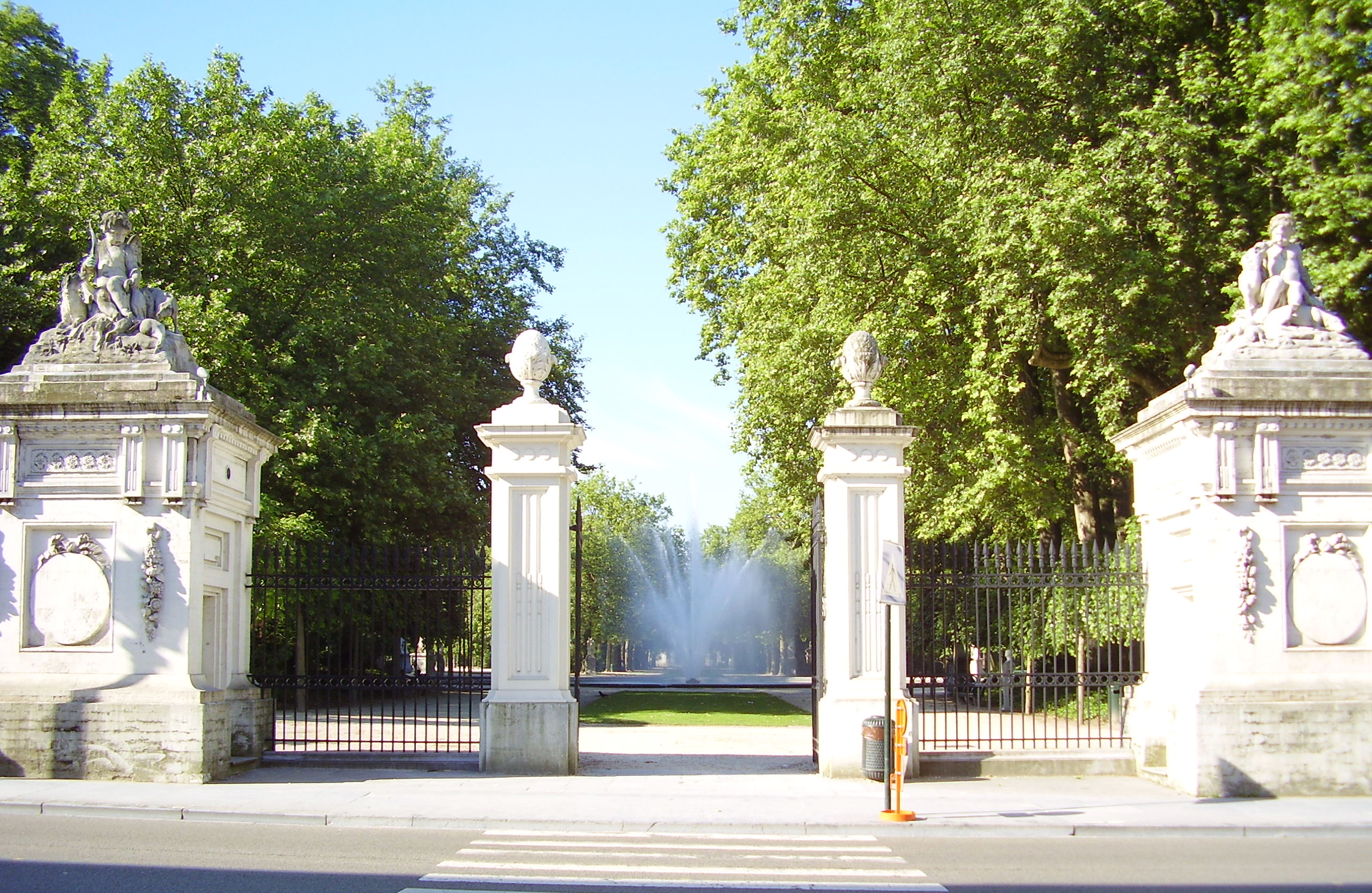
Parcul Bruxelles
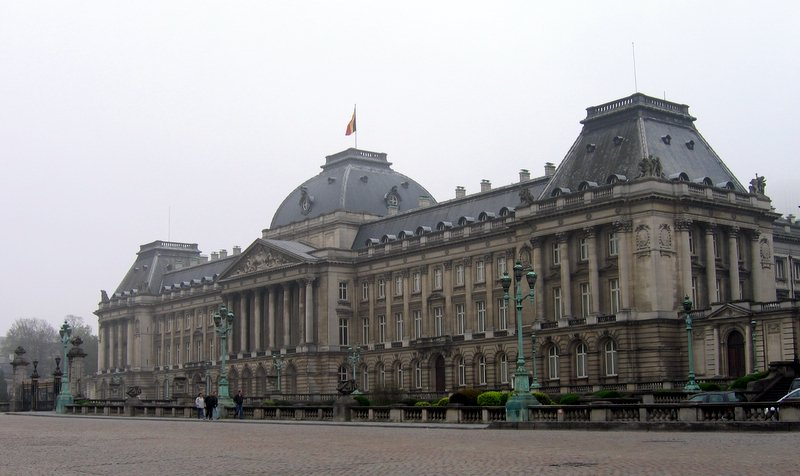
Palatul Regal
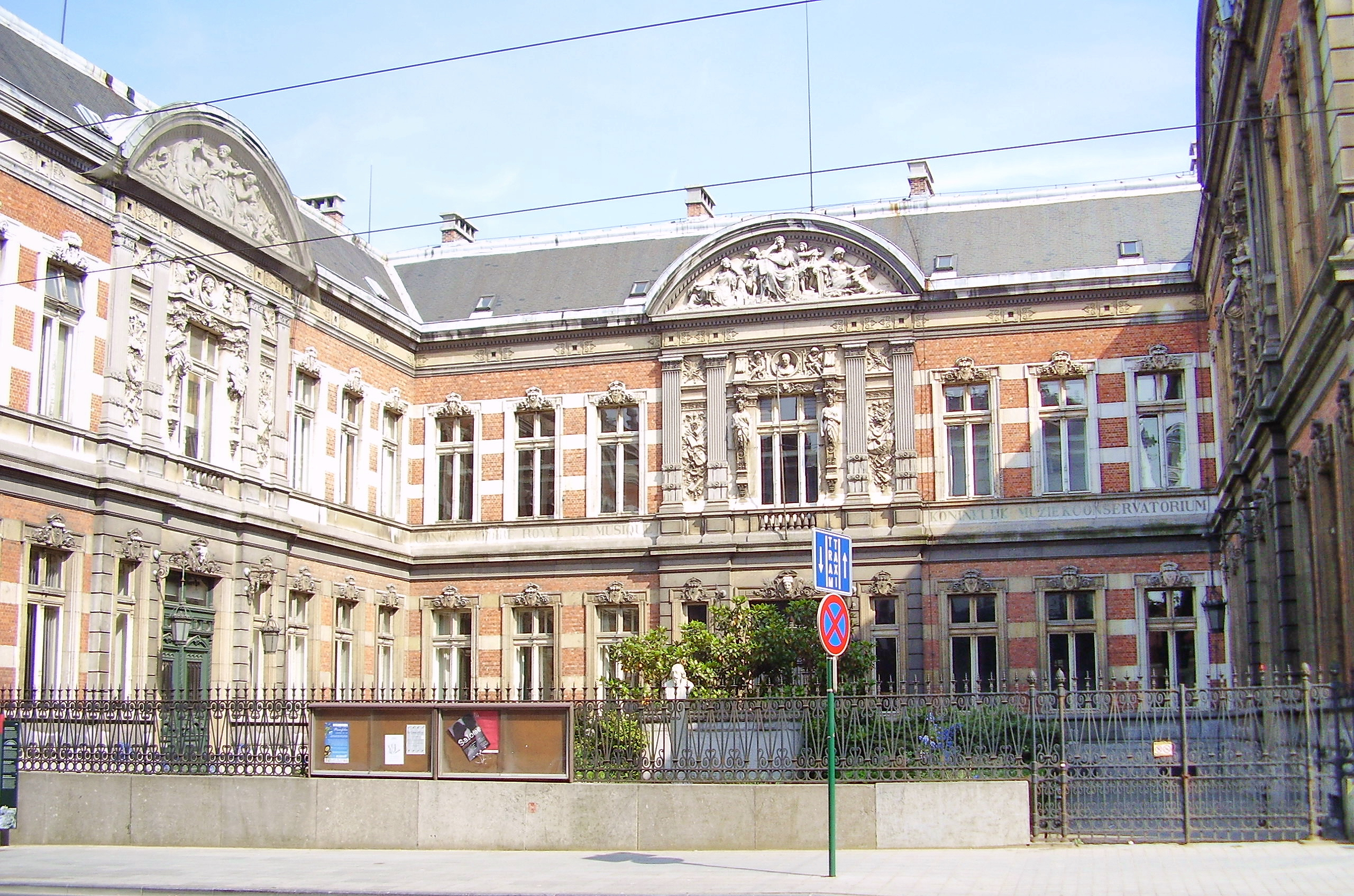
Conservatorul regal
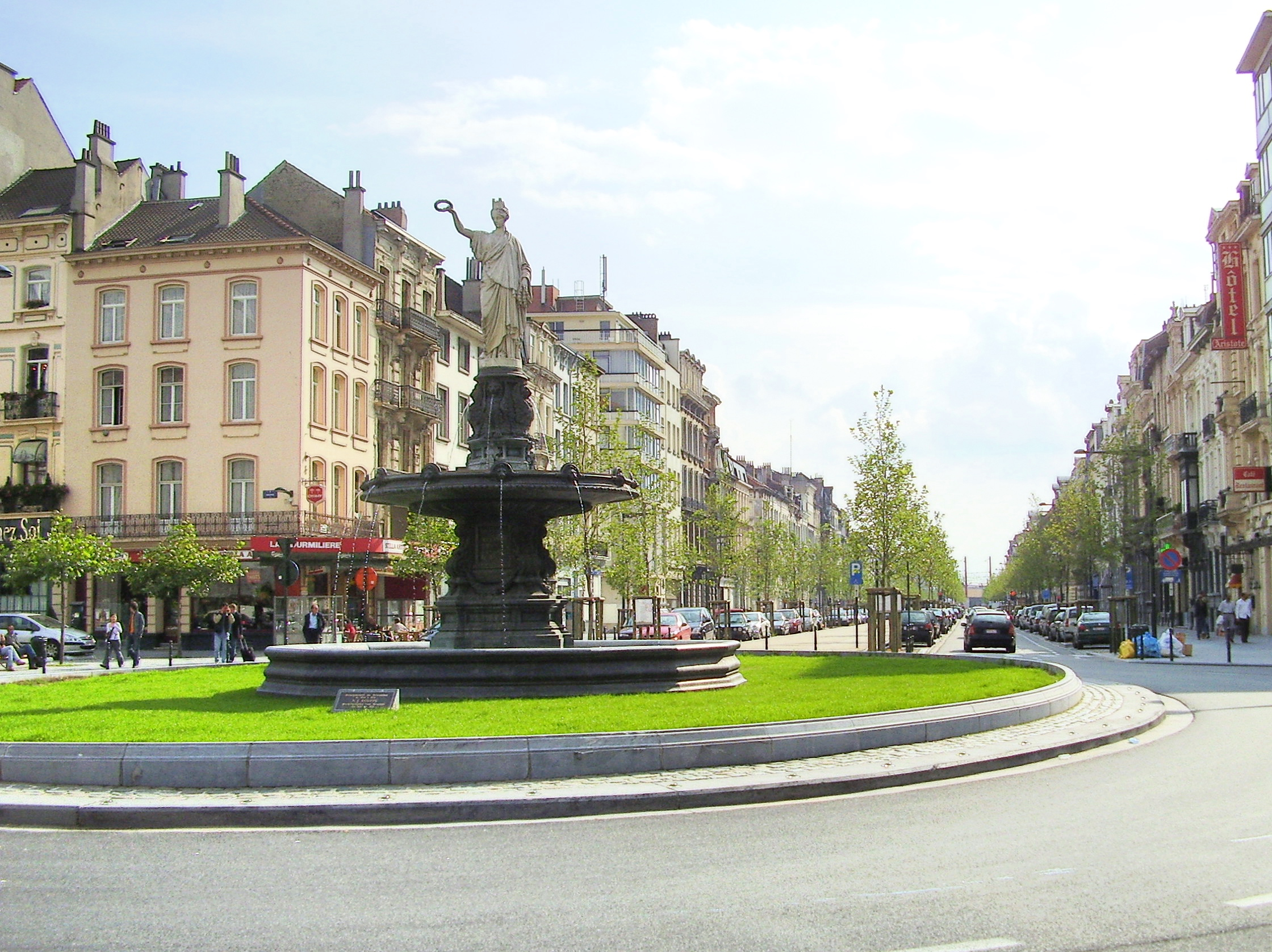
Piaţa Rouppe şi bulevardul Stalingrad
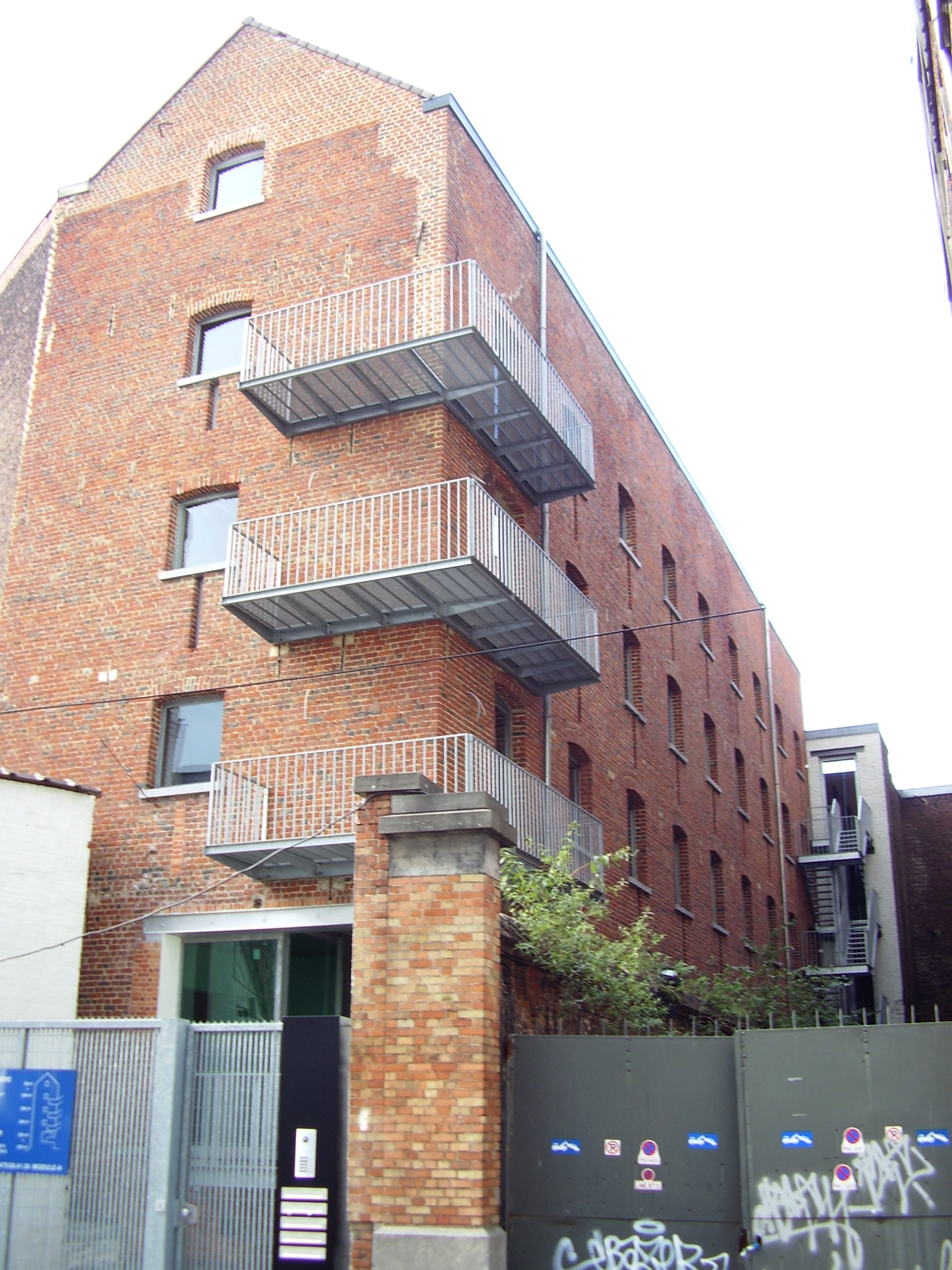
Clădire industrială transformată în apartamente
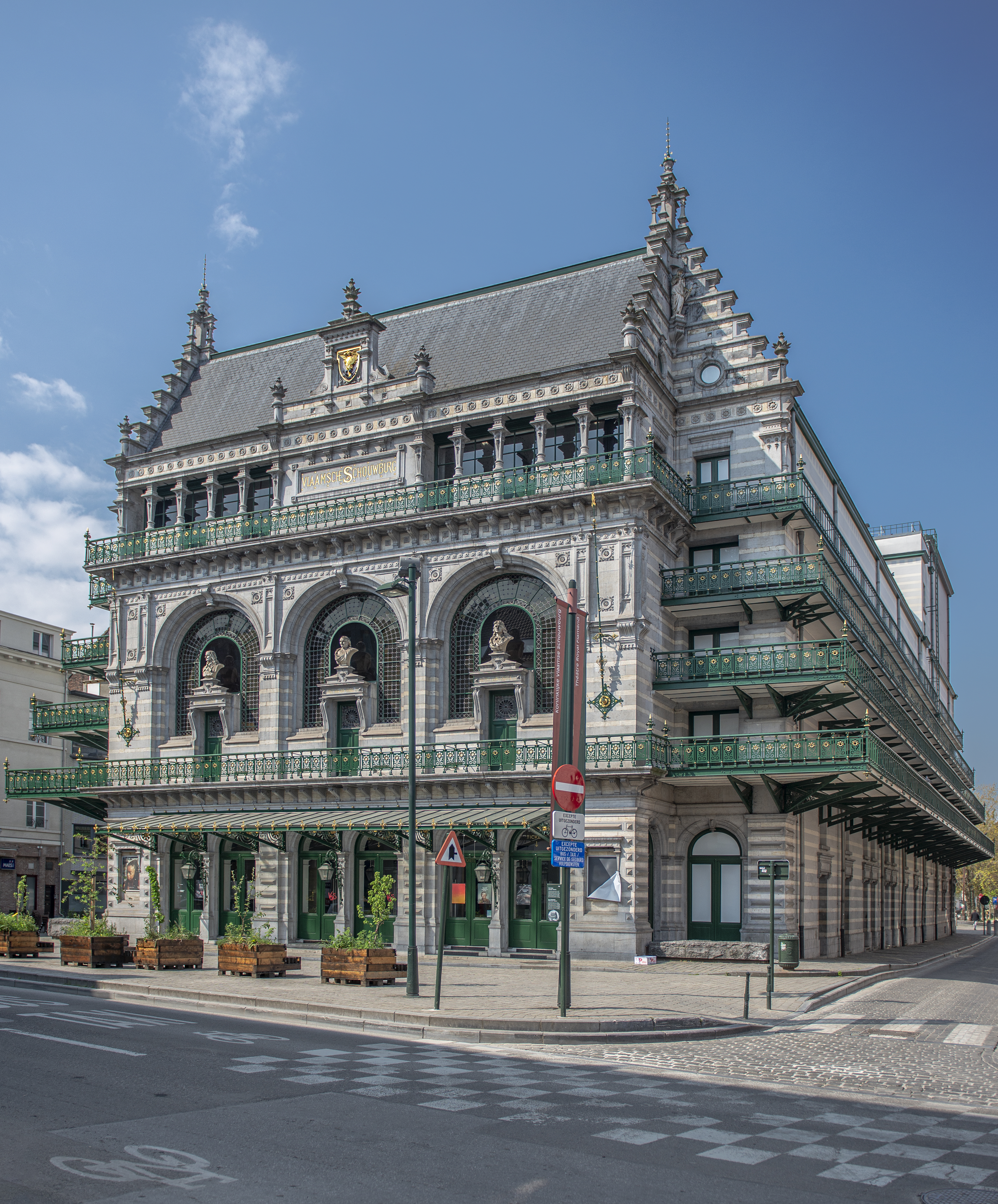
Teatrul Regal Flamand
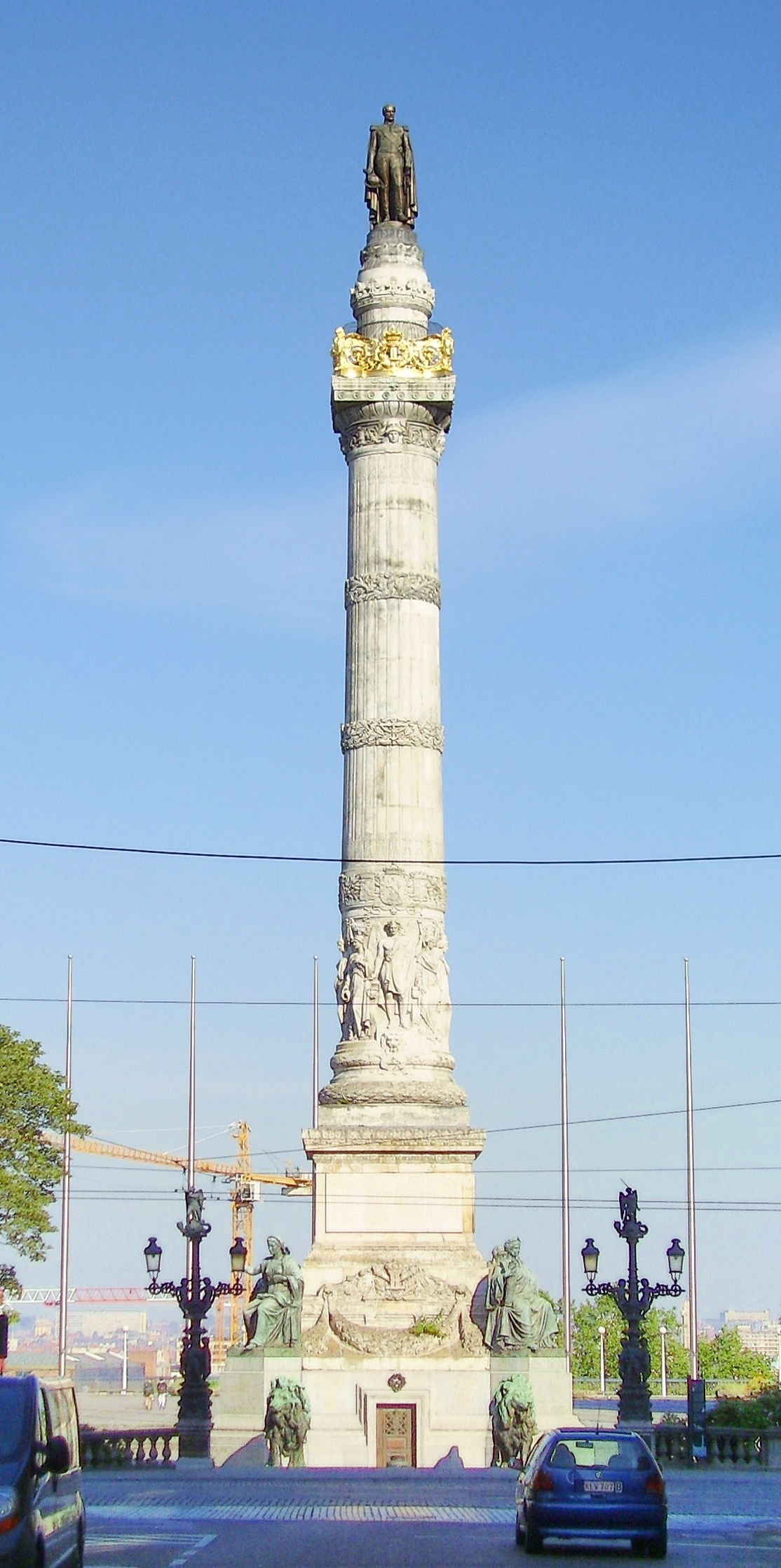
Coloana COngresului
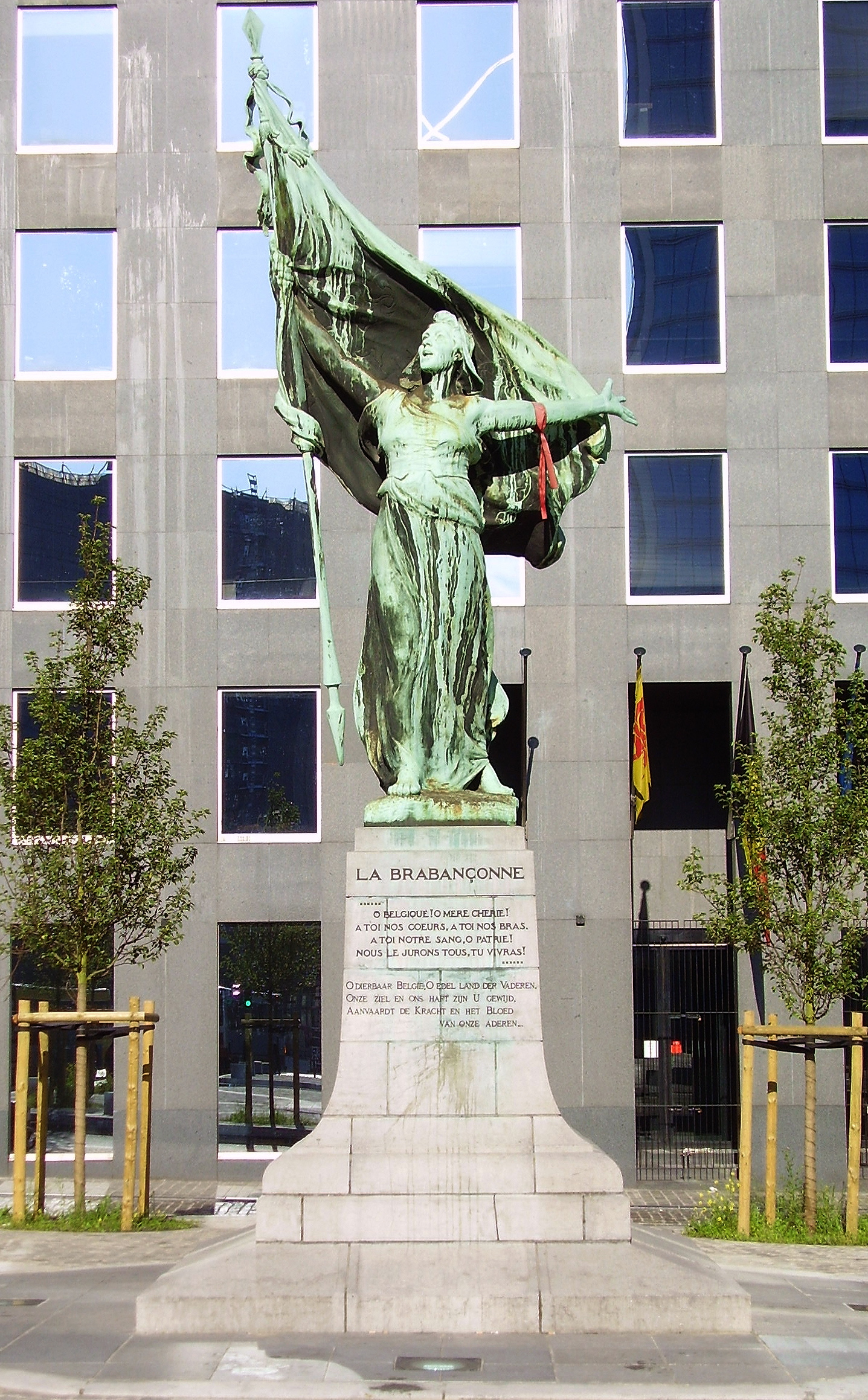
Piaţa Surlet de Chokier (statuia La Brabançonne)